# Efeito Schwinger

Na presença de um campo elétrico forte e constante, os elétrons, e ^{−}, e os pósitrons, e ^{+}, serão criados espontaneamente.

O efeito Schwinger também é conhecido como efeito Sauter-Schwinger, mecanismo de Schwinger ou produção de pares de Schwinger, é uma previsão da eletrodinâmica quântica (QED) em que os pares elétron - pósitron são criados espontaneamente na presença de um campo elétrico, causando assim o decaimento do campo elétrico. O efeito foi originalmente proposto por Fritz Sauter em 1931  e outros trabalhos importantes foram realizados por Werner Heisenberg e Hans Heinrich Euler em 1936,  embora não tenha sido até 1951 que Julian Schwinger deu uma descrição teórica completa. 
O efeito Schwinger é um fenômeno da física quântica que descreve a criação de pares de partículas a partir do vácuo quântico em um campo elétrico forte o suficiente. De acordo com a teoria quântica de campos, o vácuo não é um estado vazio, mas sim um estado cheio de pares de partículas virtuais que aparecem e desaparecem rapidamente. Quando um campo elétrico forte é aplicado, esses pares virtuais podem ser separados e se tornarem partículas reais. O efeito Schwinger é importante para entender a física de altas energias, como a produção de pares de elétrons e pósitrons em colisões de partículas de alta energia. Além disso, o efeito Schwinger tem implicações em outras áreas da física, como a cosmologia e a física de materiais, onde pode ser observado em sistemas como grafeno.
O efeito Schwinger pode ser pensado como um decaimento do vácuo na presença de um campo elétrico. Embora a noção de decaimento do vácuo sugira que algo é criado do nada, as leis físicas de conservação são obedecidas. Para entender isso, observe que elétrons e pósitrons são antipartículas um do outro, com propriedades idênticas, exceto carga elétrica oposta.
Para conservar energia, o campo elétrico perde energia quando um par elétron-pósitron é criado, em uma quantidade igual a {\displaystyle 2m_{\text{e}}c^{2}}, onde {\displaystyle m_{\text{e}}} é a massa de repouso do elétron e {\displaystyle c} é a velocidade da luz . A carga elétrica é conservada porque um par elétron-pósitron é neutro em carga. Os momentos linear e angular são conservados porque, em cada par, o elétron e o pósitron são criados com velocidades e spins opostos. De fato, espera-se que o elétron e o pósitron sejam criados em (próximo ao) repouso e, posteriormente, acelerados um pelo outro pelo campo elétrico. 